# Quận Boulder, Colorado
Quận Boulder là một quận đông dân thứ sáu trong số 64 quận của tiểu bang Colorado của Hoa Kỳ. Cục điều tra dân số Hoa Kỳ ước tính rằng dân số quận là 282.304 vào năm 2006. Quận lỵ là thành phố Boulder6. Khu vực thống kê đô thị Boulder bao gồm quận Boulder.

## Lịch sử
Quận Boulder là một trong 17 quận ban đầu được thành lập bởi các Lãnh thổ Colorado vào 1 tháng 11 năm 1861. Quận này được đặt tên theo thành phố Boulder và Boulder Creek. Quận Boulder vẫn giữ nguyên ranh giới cơ bản giống như biên giới năm 1861, mặc dù là 27,5 dặm vuông (71,2 km2) của góc đông nam của nó và dân số gần đúng của nó từ 40.000 trở thành một phần của thành phố và quận Broomfield vào năm 2001.

## Địa lý
Theo Cục Điều tra Dân số Hoa Kỳ, quận có tổng diện tích 751 dặm vuông (1,945.1 km2), trong đó 742 dặm vuông (1,921.8 km2) là đất và 9 dặm vuông (23,3 km2) (1,19%) là diện tích mặt nước.

## Các quận lân cận
- Quận Larimer - phía bắc
- Quận Weld - phía đông
- Thành phố và quận Broomfield, Colorado - phía đông nam
- Quận Jefferson - phía nam
- Quận Gilpin - phía nam
- Quận Grand - phía tây